# Onthophagus rubricollis
Onthophagus rubricollis é uma espécie de inseto do género Onthophagus, família Scarabaeidae, ordem Coleoptera.
Foi descrita cientificamente por Hope em 1831.